# هيلدا خليفة
هيلدا خليفة (9 أغسطس 1973 -)، إعلامية لبنانية 

## عن حياتها
ولدت في بلدة تل شيحا بزحلة البقاع أصلها من ضيعة تعلبايا. كان والدها جورج خليفة يعمل في المخرطة التي يملكها قرب البيت، وتوفي وهي في سن الثانية، لديها شقيق يصغرها سنا إسمه طوني.
عند اندلاع الحرب الأهلية اللبنانية هاجرت والدتهما  نهاد غانم  إلى أستراليا خوفا على طفليها من نيران الحرب فحضر خالها من أستراليا وأنجز كل معاملات السفر، فغادرت عائلتها الصغيرة حضن الوطن لتنضمّ هيلدا إلى عائلة والدتها المقيمة في الغربة 
نشأت هناك لكنها تربت على المبادئ العربية واللغة العربية لأن المجتمع الغربي المنفتح والمتحرر دفع والدتها أن تنتهج نمطاً تربوياً صارماً وقاس مع ولديها خوفاً عليهما من الانزلاق في دهاليز غامضة وموحشة.
في مراهقتها قررت الانخراط في المجتمع عن قرب، كانت تزور لبنان عند وقف إطلاق النار لكن سرعان ما تعود بعد بدأ إطلاق النار من جديد فتنقلت بين أكثر من مدرسة بين البلدين خلال الحرب.عند بلوغها سن الثامنة عشر عادت إلى بيروت مع عائلتها للإستقرار نهائيا وسافر أخوها طوني مهندس الميكانيك للعمل بإحدى الشركات في دبي.

### حياتها الأسرية
تزوجت في الثالث والعشرين من سبتمبر من عام 2001 من رجل الأعمال اللبناني مارك مدبر رزقت منه بطفلين إبنها الأكبر شون عام 2003 وإبنتها الصغرى سيينا 2006.

## مشوارها المهني
حصلت على بكالوريوس في التسويق والإعلان من جامعة سيدة اللويزة وتوجت ملكة جمال الجامعة في العام 1994 خلال الفصل الدراسي الأول لها، بعد إصرار أصدقائها وضع إسمهما ضمن لائحة المشتركات 
عملت كأستاذة للغة الإنجليزية المتخصصة في إدارة الأعمال بجامعة الروح القدس في الكسليك، والتي أتقنتها جيداً خلال فترة هجرتها خارج لبنان، عملت في صحف ومجلات لبنانية وعربية، لكنها لم تكن مشهورة آنذاك

### انطلاقتها مع المؤسسة اللبنانية للإرسال
دخلت عالم التلفزيون عن طريق المؤسسة اللبنانية للإرسال عام 1995 بمحض صدفة، عرض عليها صديق للعائلة العمل فيها أثر انتخابها ملكة جمال جامعة إن دي يو.
عزمت على خوض هذه التجربة على رغم «ركاكة» لغتها العربية بعدما أمضت معظم مرحلتها الدراسية في أستراليا، فخضعت لاختبار أولي طلب منها صدفه بعدما تعطل هاتفها الثابت في المنزل، خضعت لتمرينات وتدريبات على يد الأستاذ أنطوان كاسابيان الذي حرص على تدريبها يومياً أصول النطق واللفظ لمدة 3 أشهر كي تضمن قبولها في المؤسسة اللبنانية للإرسال،
نجحت وبدأت عملها كمذيعة ربط البرامج أول إطلاله لها على الشاشة كان بنفس اليوم الذي يصادف عيد ميلادها
كونت صداقات مع عدة زملاء مثل ريما قرقفي التي كانت تلتقي بها يوميا خلال العمل.
إختيرت بعدها لتغطية مهرجانات «كان» السينمائية ثم لتقديم حفلات مسابقات ملك جمال لبنان وملكة جمال لبنان فرافقت كل من جويل بحلق وكليمانس أشقر ونورما نعوم وساندرا رزق في لحظات تتويجهن لعرش الجمال.
بين العامين 1998-1999 شاركت زميلها طوني خليفة في برنامج الألعاب والمسابقات إنت وحظك خلال شهر رمضان المبارك أكتسبت خلالها خبرة في البث المباشر، إضافة لسهرات رأس السنة على المؤسسة اللبنانية للإرسال 
بين عامي 2001 - 2002 قدمت برنامج الأغاني المنوع بيبسي ميوزيكا تحت إدارة المخرج طوني قهوجي
عام 2003 وقع اختيار المنتجة رولا سعد عليها لتقديم برنامج ستار أكاديمي 1 الموسم الأول بنسخته العربية التي أنتجته على محطة ال بي سي حتى الموسم الثامن 
عام 2012 قدمت خمس حلقات من ديو المشاهير الموسم الثالث بعد انسحاب دينا عازار بسبب خلافات مع إدارة البرنامج
عام 2013 اشترت شركة إندمول ارابيا  حقوق بث البرنامج ليعرض فضائيا عبر القناة المصرية سي بي سي والمؤسسة اللبنانية للإرسال اللبنانية أرضيا لثلاثة مواسم (9,10,11) وعينت كلوديا مارشيليان مديرة للأكاديمية.
قدمت في أبريل 2014 بعد نهاية الموسم التاسع برنامج الذكريات أجمل سنين عمرنا  على شاشة سي بي سي المصرية  في أكتوبر 2017 قدمت حفل جوائز تكريم لمؤسسة الإعلامية مي شدياق  شاركت كعضو لجنة تحكيم في حفل انتخاب ملكة جمال لبنان لعام 2022في سبتمبر 2023 قدمت حفل توزيع جوائز الموريكس دور عبر شاشة  المؤسسة اللبنانية للإرسال 

### هيلدا الوجه الإعلاني
أصبحت وجها إعلانيا للكثير من الماركات منها لصبغة الشعر (غارنيه)، فوط (أولويز الماسيّة)، مسحوق الغسيل (بيرسيل).
في ديسمبر 2017 قامت بافتتاح متجر خاص للأزياء تحت عنوان "NOIRO 

## البرامج التي قدمتها
| البرنامج                                                           | عرض على          | العام     |
| ------------------------------------------------------------------ | ---------------- | --------- |
| مهرجان كان السينمائي                                               | ال بي سي         | 1995-1996 |
| حفلات مسابقات ملك جمال لبنان، ملكة جمال لبنان، رأس السنة           | ال بي سي         | 1995-1997 |
| أنت وحظك مع طوني خليفة                                             | ال بي سي         | 1998-1999 |
| بيبسي ميوزيكا                                                      | ال بي سي         | 2001-2002 |
| حفل توزيع جوائز الموريكس دور الدورة 3                              | ال بي سي         | 2002      |
| ستار أكاديمي(1-11)                                                 | ال بي سي         | 2003-2015 |
| ديو المشاهير(3)                                                    | ال بي سي         | 2012      |
| أجمل سنين عمرنا                                                    | سي بي سي         | 2014      |
| حفل جوائز تكريم مؤسسة مي شدياق                                     | ال بي سي         | 2017      |
| سهرة افتتاح مهرجان الجونة السينمائي الدورة الرابعة                 | قناة أون المصرية | 2020      |
| حفل توزيع جوائز الموريكس دور الدورة 22                             | ال بي سي         | 2023      |
| الحفل الرسمي لإطلاق المبادرة الوطنية السياحية (مشوار رايحين مشوار) | ال بي سي         | 2024      |
| حفل توزيع جوائز الموريكس دور الدورة 23                             | ال بي سي         | 2024      |
| قسمة ونصيب - Real Lion                                             | منصة يوتيوب      | 2025      |